# Hoya loyceandrewsiana

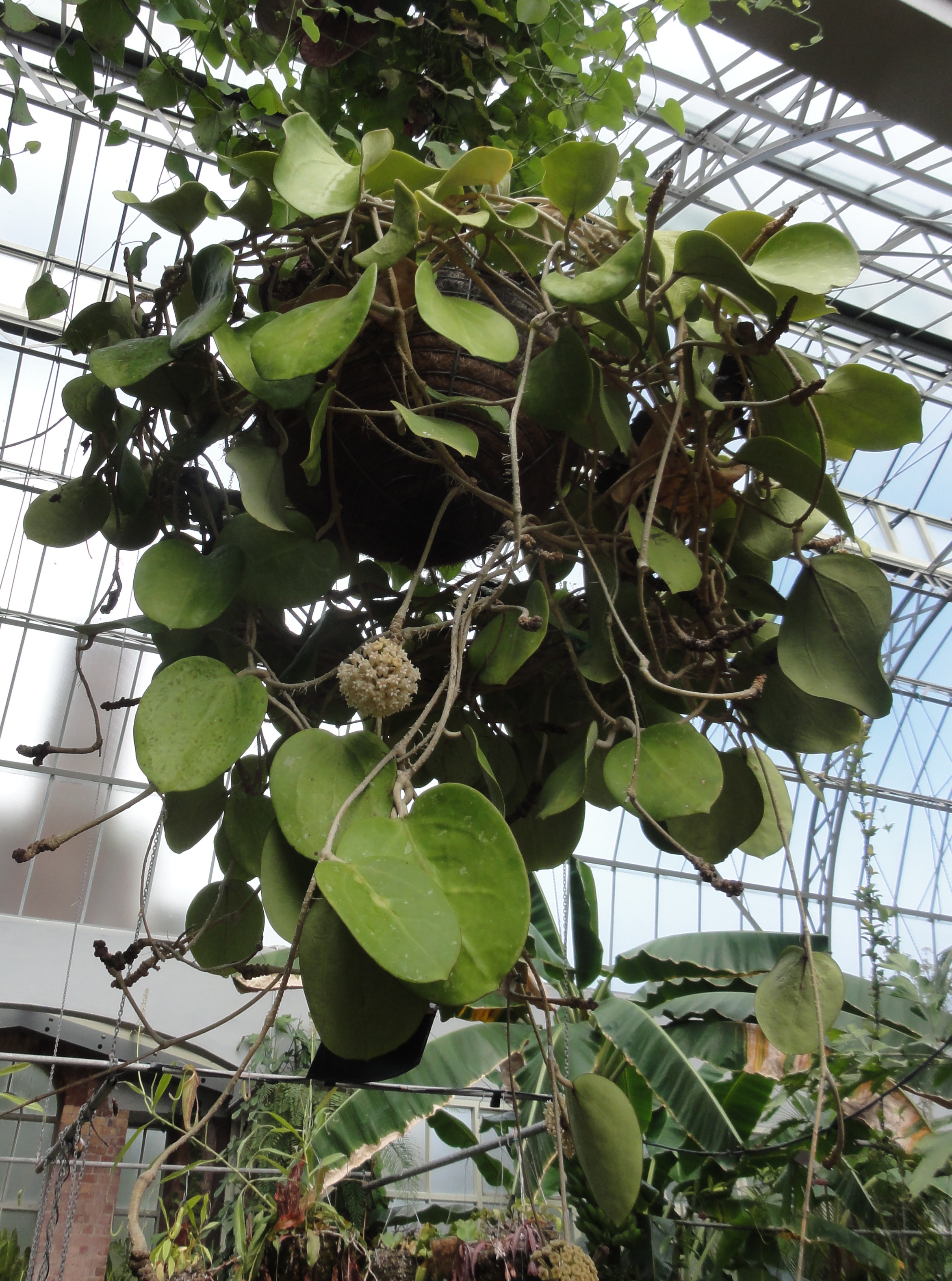
Pflanze, Triebe, Blätter und Blütenstand

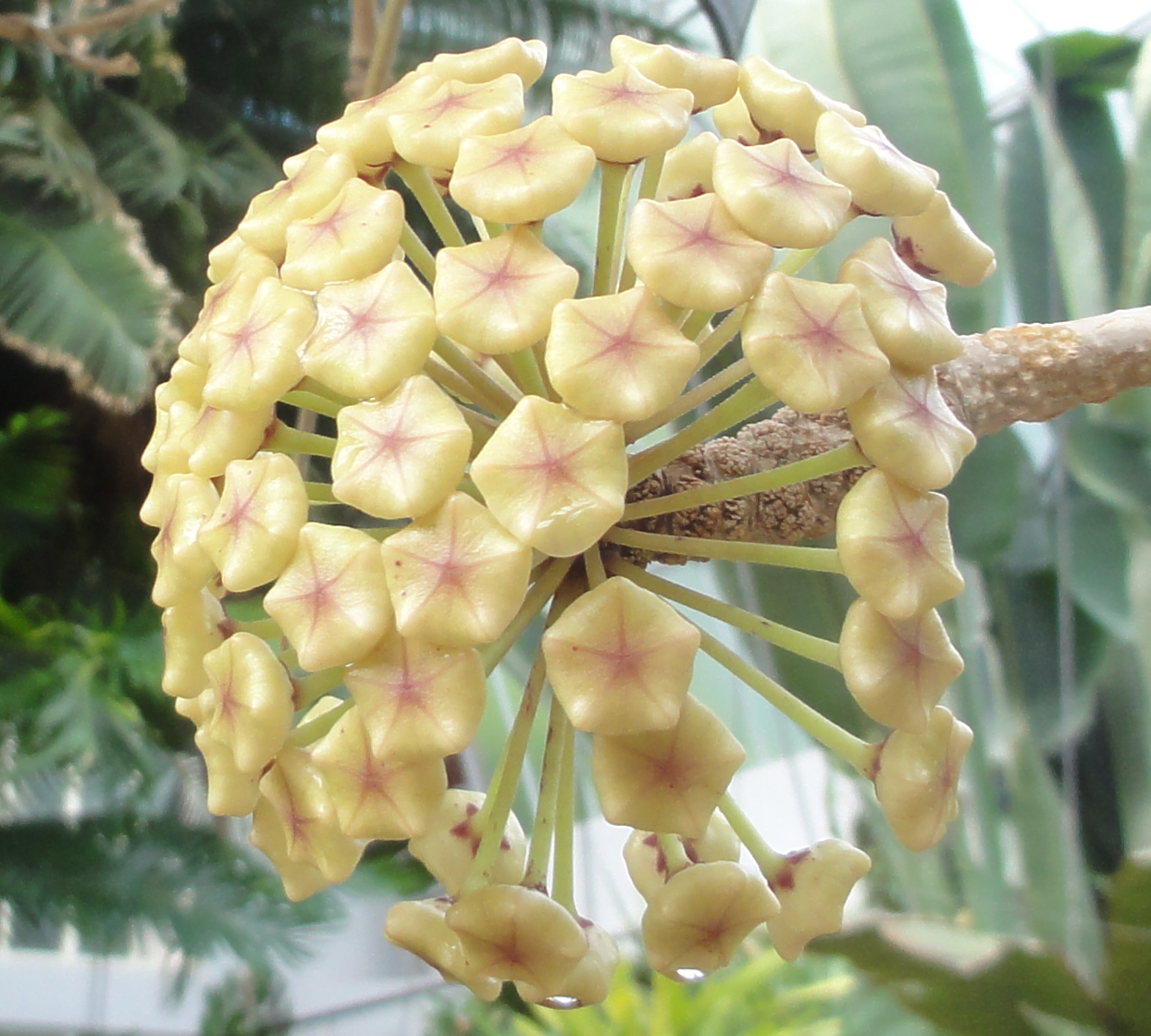
Blütenstand mit Knospen

Hoya loyceandrewsiana ist eine Pflanzenart der Gattung der Wachsblumen (Hoya) aus der Unterfamilie der Seidenpflanzengewächse (Asclepiadoideae).

## Merkmale
Hoya loyceandrewsiana ist eine ausdauernde, epiphytische, kriechende oder kletternde Pflanze mit wenig beblätterten Trieben. Die Triebe heften sich mit Haftwurzeln an den Internodien an den Untergrund fest, ältere Triebe verholzen leicht. Die Blätter sind gestielt, die Blattstiele werden bis 1 cm dick und bis 1,8 cm lang, und bilden einen dicken Kallus auf der Oberseite des Blattansatzes aus. Die Blattspreiten sind 15 bis 25 cm lang und 10 bis 20 cm breit. Die Spreite ist 2 bis 5 mm dick, eiförmig bis breit-herzförmig, mit spitzem Apex und stumpfer oder herzförmiger Basis. Die Blattnervatur ist gut sichtbar und besteht aus 3 Hauptadern, zwei Sekundäradern, die sich palmenförmig aufspalten und einem Netz von Tertiäradern. Die vegetativen Teile sondern bei Verletzung einen Milchsaft ab.
Der ballförmige Blütenstand steht gewöhnlich aufrecht und enthält 50 bis 100 Einzelblüten. Er hat einen Durchmesser bis etwa 15 cm. Der Blütenstandsstiel ist dick und 2 bis 8 cm lang. Die gelblich-weißen Blütenstiele sind mit 2 cm etwa gleich lang. Die rötlichen Kelchblätter dreieckig-eiförmig und etwa 1 mm lang, Die Blütenkrone hat einen Durchmesser von 1,5 bis 2,0 cm mit stark zurück gebogenen, dreieckigen Kronblattzipfeln mit umgebogenen Spitzen. Die kahlen Kronblattzipfel sind an der Basis eher weißlich, zu den Spitzen hin mehr gelblich. Die weißliche Nebenkrone hat einen Durchmesser von 8 mm und eiförmige Zipfel. Der innere und äußere Fortsatz laufen spitz zu. Die Pollinia sind länglich mit gerundetem Apex. Die Caudiculae sind kurz und dick, und verdreht. Das rötliche Corpusculum ist kurz. Früchte und Samen wurden bisher noch nicht beobachtet. Die Blüten verströmen einen angenehm süßlichen Duft und halten sich zwei bis vier Tage.

## Ähnliche Art
Hoya loyceandrewsiana ist nahe mit Hoya dolichosparte Schl. verwandt, unterscheidet sich aber durch die größeren Blätter und die größeren Blüten mit kahler Blütenkrone.

## Geographische Verbreitung und Habitat
Das Ursprungsgebiet der Art war zunächst unbekannt, da sie anhand einer Pflanze in Kultur beschrieben wurde, deren Herkunft nicht mehr zurückverfolgt werden konnte. 2017 fanden Averyanov et al. die Pflanze in der Quảng-Ngãi-Provinz von Vietnam. Inzwischen kennt man sie auch aus Nordthailand. Sie wächst dort in immergrünen Primär-, aber auch Sekundärwäldern in Tieflandgebieten. Am Naturstandort in Vietnam blühte die Art im Oktober bis November.

## Taxonomie
Der Typus wurde anhand einer kultivierten Pflanze, deren Ursprung zur Zeit der Originalbeschreibung nicht bekannt war, beschrieben. Ted Green hatte sie von einem Pflanzensammler erhalten. Die Typus ist im Herbarium des Bishop Museum in Honolulu (Hawaii, USA) unter der Nummer BISH1016620 (Holotypus). Ein Isotypus ist im Herbarium des New York Botanical Garden, Bronx (New York, USA) unter der Nummer NY00991033 hinterlegt. Die Erstbeschreibung von 1994 war ungültig, da kein Herbarmaterial hinterlegt wurde. Der Name wurde 2008 validiert.